# 台中萬壽棒球場
24°08′47″N 120°39′02″E / 24.14639°N 120.65056°E
臺中市立萬壽棒球場，又稱為萬壽棒球場、臺中市立棒球場，是一座位於中華民國臺中市西區向上路與大墩路口的棒壘球場館，共有5500席座位。此球場為臺中市政府所有，不過台灣的職棒賽事皆安排在台中棒球場與台中洲際棒球場，因此該球場沒有舉辦中華職棒的賽事，故此場館成為台中市重要的業餘棒球賽事場地。目前為台灣企業女子壘球聯賽台中企聯虎女子壘球隊的主場以及由中山國中棒球隊進駐使用。

## 歷史
- 1969年：台中金龍少棒隊奪得第23屆世界少棒大賽冠軍後，旅日僑胞林萬壽將此地捐給臺中市政府作為棒球場使用，卻遲至20年後才興建。[1]
- 1991年：棒球場完工，為紀念捐地者，命名為「台中萬壽棒球場」。
- 2000年：爆出管理室使用爭議。

## 交通
臺中市公車
- 全航客運：5
- 台中客運：60、70、290、藍10
- 豐榮客運：89、127

台中捷運
文心森林公園站

## 註解
1. ↑  2013年下半球季之後，台中地區的職棒賽事只在台中洲際棒球場舉行，並未安排在台中棒球場。

## 外部連結
- 全國運動場館資訊網[]